# 八坂神社 (池田市)
八坂神社（やさかじんじゃ）は大阪府池田市神田に鎮座する神社。

## 祭神
素戔嗚尊を祀る。

## 歴史
円融天皇の天元元年（978年）の創建。天正7年（1579年）織田信長の伊丹城主荒木村重討伐の兵火で焼失する。
慶長15年（1610年）池田備後守光重が再建。
牛頭天王社、素戔鳴尊神社、神田の宮と称した。
明治5年（1872年）村社に列す。明治40年（1907年）春日神社・九頭神社を合祀して境内に移し、翌41年神饌幣帛料供進社に指定された。同42年今在家の駒の森の十二神社を本殿に合祀したが、昭和21年（1946年）に現在地（豊島南1丁目2-9）に復祠している。

## 社殿

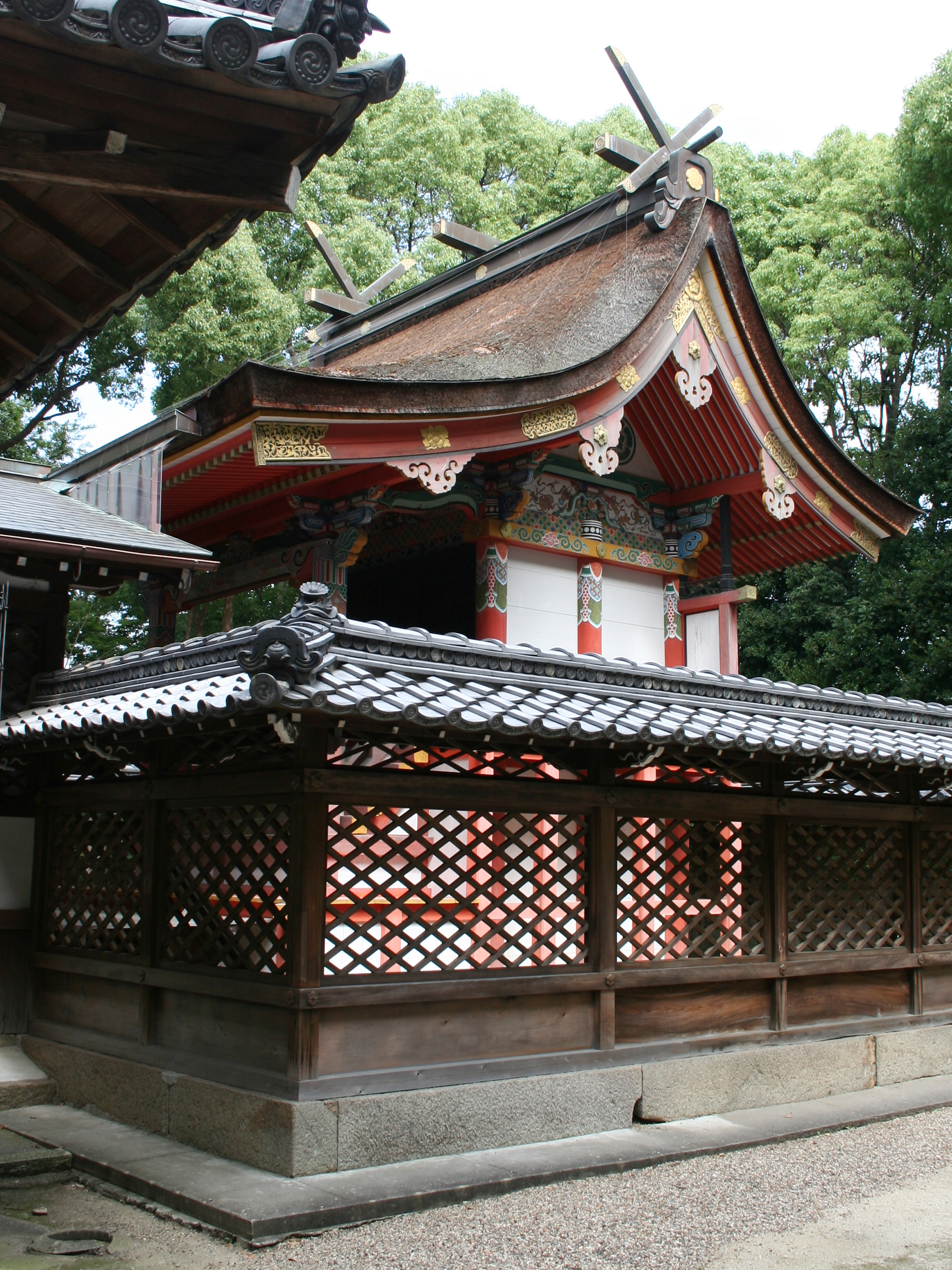
本殿

本殿は檜皮葺の一間社流造で、梁間を2間とする。慶長15年に池田光重によって再建されたもので、装飾化された蟇股や木鼻等に桃山時代の特色があり、当地方に数少ない遺構として昭和46年（1971年）に重要文化財に指定された。

## 境内
- 稲荷神社
- 八幡宮・熊野三所権現・金比羅大権現・日野大明神・蛭子尊・天満宮・春日神社・両皇大神宮
- 九頭社細原社

## 文化財
（括弧内は指定の区分と年月日）

### 重要文化財（国指定）
- 本殿（附 棟札1枚）（建造物、昭和46年6月22日）

### 池田市指定文化財
- 木地透彫著色二十四孝透塀欄間21面（有形文化財（彫刻）、昭和55年3月24日）江戸時代
- 神田祭　額灯と幟の宮入り（無形民俗文化財、昭和53年10月31日）
- イスノキ（天然記念物、昭和53年10月31日）

## 交通アクセス
阪急宝塚本線池田駅より 南へ徒歩15分